# Thanatus lanatus
Thanatus lanatus là một loài nhện trong họ Philodromidae.
Loài này thuộc chi Thanatus. Thanatus lanatus được Dmitri Viktorovich Logunov miêu tả năm 1996.